# Olli Mustonen
Olli Mustonen (Vantaa, 7 juni 1967) is een Fins pianist, componist en dirigent. Hij is de zoon van pianist Seppo Mustonen. Hij begon op zijn vijfde met piano-, klavecimbel- en compositielessen. Hij schreef zijn eerste compositie in 1975.
Olli Mustonen studeerde eerst piano bij Ralf Gothoni en later bij Eero Heinonen. Vanaf 1975 volgde hij compositielessen bij Einojuhani Rautavaara.
In 1984 werd hij namens Scandinavië (Denemarken, Finland, Noorwegen, Zweden) 2de op het Eurovision Young Musicians.
Sinds 1989 is hij artistiek directeur van Korsholm Music Festival. Hij is tevens dirigent van het kamerorkest Tapiola Sinfonietta uit Helsinki (sinds 2003).
Mustonen werkte samen met 's werelds bekendste orkesten en werkte samen met wereldberoemde dirigenten, waaronder Vladimir Asjkenazi, Pierre Boulez en Daniel Barenboim.

## Opnames
Zijn eerste CD werd in 1992 bekroond met de Edison Award en de Grammy Award voor beste instrumentale opname uit 1992.
- Bibsys: 3036160
- Biblioteca Nacional de España: XX1653243
- Bibliothèque nationale de France: cb13925775k (data)
- CiNii: DA10631777
- Gemeinsame Normdatei: 12465990X
- International Standard Name Identifier: 0000 0001 1438 0217
- Library of Congress Control Number: n85133839
- Nationale Bibliotheek van Letland: 000130096
- MusicBrainz: e16659dd-c33b-4201-9c1e-959dc58cdbe7
- Nationale Bibliotheek van Tsjechië: xx0023134
- Nationale Bibliotheek van Israël: 987007439980105171
- Nederlandse Thesaurus van Auteursnamen: 10695394X
- Réseau des bibliothèques de Suisse occidentale: 02-A003621022
- Système universitaire de documentation: 080149588
- Virtual International Authority File: 12493879
- WorldCat: E39PBJpdPfQHcxTy4RTwqGwwG3